# Boeing 777X
Il Boeing 777X è una nuova versione del Boeing 777, in fase di sviluppo dalla Boeing Commercial Airplanes. Il 777X è dotato di nuovi motori GE9X, nuove ali in materiale composito con winglets pieghevoli, una fusoliera più larga e altre migliorie derivanti dal Boeing 787. Si dice sia il progetto Y3 della Boeing. La nuova versione è stata lanciata nel novembre del 2013 con due varianti: la 777-8X e la 777-9X. Il 777-8X offre posti a sedere per 365 passeggeri ed ha un'autonomia di 8.745 nmi (16.190 km) mentre il 777-9X ha una capacità di 414 passeggeri ed un'autonomia di 7.285 nmi (13.500 km). Il 25 gennaio 2020 è stato effettuato il primo volo dell'aeromobile; decollato da Everett, nello Stato di Washington, ha volato per quasi 4 ore prima di atterrare a Seattle.

## Storia del progetto

### Primi sviluppi
Nel settembre del 2011, Boeing propose tre nuovi modelli di 777 in risposta al lancio dell'Airbus A350 XWB, mirando all'entrata in servizio entro il 2019. Il 777-9X presenterà, rispetto al precedente 777-300ER, stabilizzatori orizzontali estesi ed una fusoliera allungata di 2,31 m, per una lunghezza totale di 76,73 m. La lunghezza del primo 777-9X prodotto supera di 0,48 m la lunghezza del Boeing 747-8, attualmente l'aereo di linea più lungo del mondo. È stato previsto di portare l'apertura alare da 64,62 a 71,32 m e di utilizzare dei polimeri rinforzati con fibre di carbonio per la costruzione dell'ala. Vista la maggiore apertura alare, Boeing ha previsto che il 777X avrà ali con winglets pieghevoli, in modo da rispettare le condizioni di misura previste nelle taxiway e nei gates degli aeroporti. È stato inoltre provvisoriamente calcolato che il peso lordo dell'aeromobile verrebbe ridotto dagli attuali 351534 kg a circa 344277 kg. Il 15 marzo 2019 Boeing, in un evento privato per stampa e dipendenti, ha svelato per la prima volta un esemplare completo di 777-9 che verrà utilizzato poi per i test, che verranno condotti nell'estate dello stesso anno.

### I primi voli
Il 25 gennaio 2020 è stato eseguito, dopo molti rinvii legati al maltempo, il volo di prova: un 777x è decollato da Everett ed è atterrato a Seattle dopo un volo di una durata di 4 ore. Boeing, che ha tirato un sospiro di sollievo vedendo un successo dopo i problemi del 737 MAX, ha annunciato che il velivolo verrà consegnato a partire dal 2021. Da allora, l'aereo ha eseguito molti altri voli.
L'8 maggio 2020, anche un secondo esemplare ha cominciato ad eseguire voli di test.

## Versioni

### 777-8X
Il 777-8X è una versione più corta del 777-9X lunga 69,8 m, rientrando a metà tra il 777-200 lungo 63,7 m e il 777-300 lungo 73,9 m. Con un'autonomia di 8 690 miglia nautiche (16 090 km) è prevista una configurazione con 365 posti a sedere. È considerato il successore del 777-200LR, in competizione con l'Airbus A350-1000. La produzione del 777-8X è prevista due anni dopo rispetto al 777-9X. Potrebbe essere la base di una versione cargo, disponibile dai 18 ai 24 mesi dopo l'introduzione del modello base.

### 777-9X
Con tre file di sedili in più rispetto al 777-300ER, è in grado di volare per 220 nmi (410 km) in più rispetto a quest'ultimo, pur avendo lo stesso peso. Con un'autonomia di 7 525 nmi (13 936 km) è prevista una configurazione con 414 posti a sedere, per una lunghezza totale di 76,7 m. Il 777-9X dovrebbe diventare l'aereo di linea più lungo del mondo sostituendo il Boeing 747-8, lungo 76,25 m.

### 777-10X
Boeing ha proposto di allungare la versione -9X di quattro file di sedili per ospitare un totale di 450 passeggeri in una variante denominata 777-10X, per competere contro l'Airbus A380. Boeing ha confermato che l'allungamento ulteriore della fusoliera è possibile in caso ci fosse interesse.

### BBJ 777X
Il 10 dicembre 2018, Boeing ha lanciato le varianti del Boeing Business Jet alla fiera della Middle East Business Aviation Association: la versione BBJ 777-8X offre un'autonomia di 11 645 miglia nautiche (21 567 km) con un'area disponibile in cabina di 302,5 m², mentre la versione BBJ 777-9X offre un'autonomia di 11,000 miglia nautiche (20,372 km) con un'area della cabina di 342,7 m².

## Dati tecnici
| Dati                                    | 777-8                                                | 777-9                                                |
| --------------------------------------- | ---------------------------------------------------- | ---------------------------------------------------- |
| Codice ICAO                             | B778                                                 | B779                                                 |
| Codice IATA                             | 778                                                  | 779                                                  |
| Equipaggio in cabina di pilotaggio      | 2 piloti                                             | 2 piloti                                             |
| Configurazione posti                    | TBD                                                  | TBD                                                  |
| Capacità massima passeggeri             | TBD                                                  | TBD                                                  |
| Lunghezza totale                        | 69,79 m                                              | 76,73 m                                              |
| Diametro cabina                         | 5,94 m                                               | 5,94 m                                               |
| Diametro fusoliera                      | 6,20 m                                               | 6,20 m                                               |
| Larghezza piano orizzontale             | 24,56 m                                              | 24,56 m                                              |
| Apertura alare                          | 64,82 m (winglet ripiegate) 71,76 m (winglet estese) | 64,82 m (winglet ripiegate) 71,76 m (winglet estese) |
| Superficie alare                        | 516,7 m²                                             | 516,7 m²                                             |
| Freccia alare                           | TBD                                                  | TBD                                                  |
| Altezza fusoliera                       | TBD                                                  | 8,79 m                                               |
| Altezza totale                          | 19,50 m                                              | 19,74 m                                              |
| Passo                                   | 28,60 m                                              | 32,33 m                                              |
| Peso operativo a vuoto (OEW)            | TBD                                                  | TBD                                                  |
| Peso massimo senza carburante (MZFW)    | TBD                                                  | 254 918 kg                                           |
| Peso massimo durante il rullaggio (MTW) | 352 442 kg                                           | 352 442 kg                                           |
| Peso massimo al decollo (MTOW)          | 351 534 kg                                           | 351 534 kg                                           |
| Peso massimo all'atterraggio (MLW)      | TBD                                                  | 266258 kg                                            |
| Carico utile massimo                    | TBD                                                  | TBD                                                  |
| Capacità cargo                          | TBD                                                  | 221,3 m³                                             |
| Capacità massima carburante             | TBD                                                  | 197 360 L                                            |
| Velocità di crociera                    | TBD                                                  | TBD                                                  |
| Velocità massima                        | TBD                                                  | TBD                                                  |
| Autonomia                               | 8 745 nmi 16 190 km                                  | 7 285 nmi 13 500 km                                  |
| Quota di tangenza                       | TBD                                                  | TBD                                                  |
| Motori (x2)                             | GE9X-105B1A                                          | GE9X-105B1A                                          |
| Spinta (x2)                             | 470 kN                                               | 470 kN                                               |

## Utilizzatori

### Ordini
Nel dicembre 2013, la compagnia con sede a Hong Kong Cathay Pacific ha ordinato 21 777-9, con consegne previste tra il 2021 e il 2024. Emirates, il cliente del lancio, ha finalizzato il suo ordine per 150 velivoli 777X, costituito da 115 777-9 e 35 777-8 nel luglio 2014. Il 16 luglio, Qatar Airways ha finalizzato il suo ordine per 50 777-9, con diritti di acquisto (opzione) per altri 50. Il 31 luglio, la giapponese All Nippon Airways ha effettuato un ordine per 20 Boeing 777-9.
Nel dicembre 2016, Iran Air ha firmato un accordo con Boeing per 80 esemplari, di cui 15 777-9. L'8 maggio 2018, il presidente degli Stati Uniti Donald Trump si è ritirato dall'accordo sul nucleare iraniano, cancellando di fatto ordini da 38 miliardi di dollari americani per aeromobili Airbus e Boeing da parte di Iran Air.
Nel febbraio 2017, Singapore Airlines ha firmato una lettera di intenti con Boeing per 20 777-9 e 19 787-10; questo è stato confermato nel giugno 2017. I tre vettori del Golfo Persico (Emirates, Etihad Airways e Qatar Airways) detengono 235 ordini, il 69% dei 340, che non sono così sicuri come lo erano in principio: la strategia di investimento di Etihad di voli verso tutto il mondo non sta andando come ci si sarebbe aspettato; la domanda di Emirates ha subito un rallentamento, e la compagnia sta valutando la possibilità di posticipare le consegne; Qatar Airways si trova di fronte a problemi economici e soffre di una crisi diplomatica con i suoi vicini.
Dopo una perdita di quasi 2 miliardi di dollari americani nel 2016, Etihad ha dovuto tagliare le rotte, ridurre la propria flotta ed è intenzionata a cancellare o rinviare i suoi ordini, preferendo incorrere in penali di annullamento piuttosto che ricorrenti perdite da sovraccapacità. La strategia di investimento di Etihad si sta riducendo in quanto detiene quote in quattro compagnie aeree, la metà di quelle che possedeva in passato, e ha 160 ordini di Airbus e Boeing per decine di miliardi di dollari; Turkish Airlines ha espresso interesse per i 777X.
Il 14 febbraio 2019, è stato riferito che Etihad avrebbe preso in consegna solo 6 dei 25 777X che aveva originariamente ordinato. Il 28 febbraio 2019, il capogruppo di International Airlines Group ha effettuato un ordine per 42 777-9, di cui 24 opzioni, valutato fino a 18,6 miliardi di dollari americani, per sostituire i suoi Boeing 747-400. Il 7 novembre, Lufthansa ha dichiarato di aver convertito 14 dei 20 esemplari in opzioni, dopo aver negoziato un cambiamento del suo ordine per 20 787. Il 20 novembre, Emirates ha ridotto il totale a 115 in cambio di un ordine per 30 Boeing 787-9, pur rimanendo il maggior cliente del 777X.
Al gennaio 2024, i clienti sono:
- Emirates (205 esemplari ordinati)
- Qatar Airways (60 esemplari ordinati)
- Singapore Airlines (31 esemplari ordinati)
- Gruppo Lufthansa (27 esemplari ordinati)
- Etihad Airways (25 esemplari ordinati)
- Cathay Pacific (21 esemplari ordinati)
- All Nippon Airways (20 esemplari ordinati)
- British Airways (18 esemplari ordinati)
- Air India (10 esemplari ordinati)
- Cargolux (10 esemplari ordinati)
- Non dichiarato (10 esemplari ordinati)
- Silk Way West Airlines (2 esemplari ordinati)